# Norr, Örebro

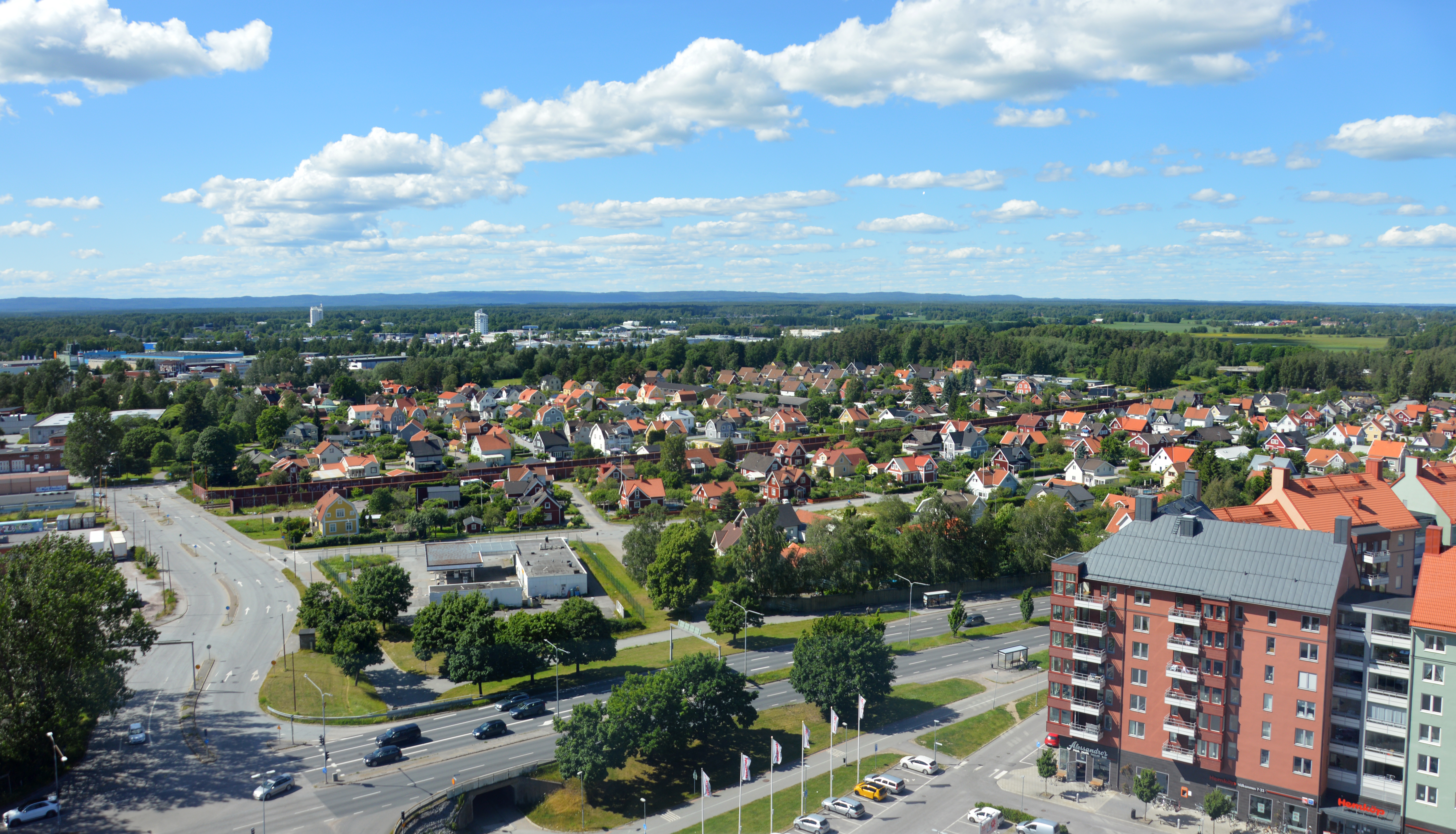
Utsikt över Hagaby i Norr från Svampen.

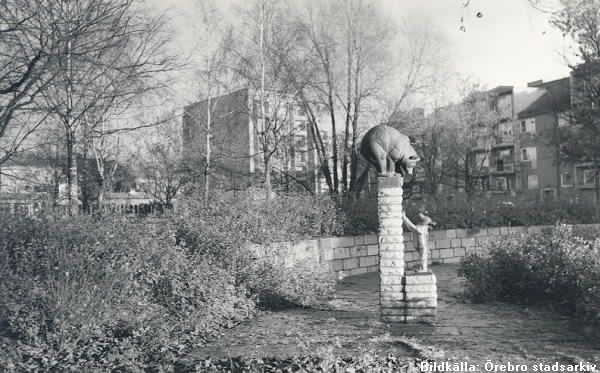
Statyn Björnar av Arvid Knöppel på Längbrotorg.

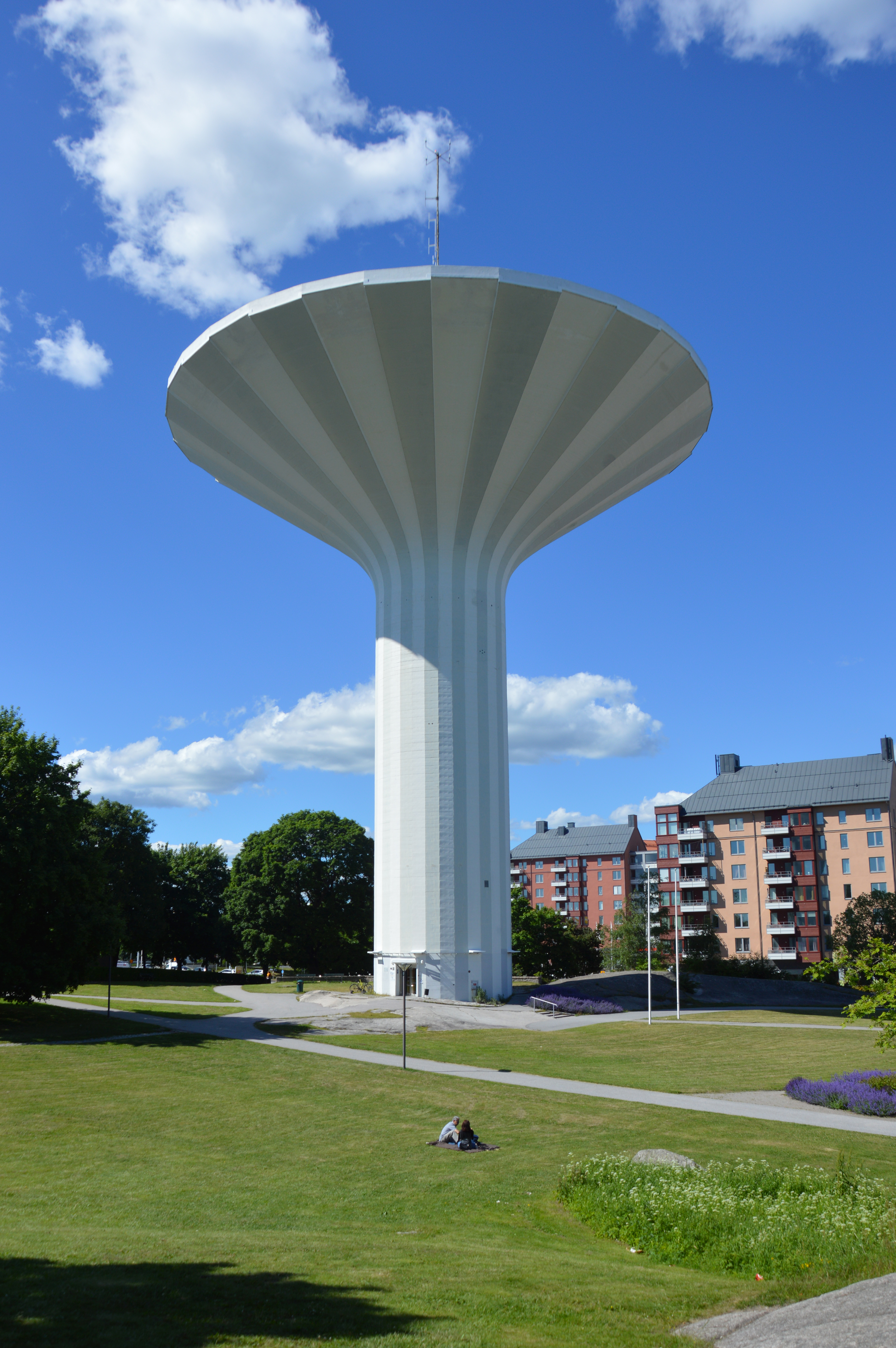
Vattentornet Svampen i Örebro.

Norr är en stadsdel i Örebro som ligger norr om centrum. Stadsdelen sträcker sig från Norra Grev Rosengatan i söder, till Hagaby och vattentornet Svampen i norr. Det gränsar till Rynninge, Ringstorp och Pettersberg i öster, och till järnvägen Örebro–Frövi i väster. 

## Historia
Före 1937 var Örebros möjligheter att expandera norrut starkt begränsade. Längbro landskommun omgärdade Örebro stad som en båge norr- och västerut. Före slutet av 1800-talet gick stadsgränsen mot Längbro vid Lillån. 1876 inkorporerades en del av Södra Alnängen, 1985 inkorporerades återstoden av Södra Alnängen och Stora Holmen, och år 1937 hela återstoden av Längbro .
Bebyggelsen vid norra delen av Storgatan är av gammalt datum. Där låg Örebro kloster tidigare. En bit upp på gatan låg Örebro hospital och lasarett. Byggnaden finns kvar och är byggnadsminnesmärke. Norr om lasarettet byggdes år 1854 bostäder för Arbetarnas bostadsbolag. Senare uppstod Örebro stads arbets- och försörjningsanstalt på denna tomt, där idag Klosterbacken ligger. Fram till och med 1500-talet låg den gamla Längbro kyrka på denna tomt. På andra sidan Storgatan, där idag Olaus Petrikyrkan ligger, låg förr en fastighet som kallades för Kolumbus hus eller Blåsut. Den revs när kyrkan byggdes .
Omkring år 1888 började bebyggelsen breda ut sig öster om Storgatan. Slottsgatan byggdes då ut på norra sidan om Skebäcksbanan. År 1895 utlades Strömersgatan, Alnängsgatan och Grev Rosengatan .
Den 20 augusti 1909 kunde en stadsplan för "Norrmalm", som man då ville kalla området, fastställas. Man ville nu försäkra sig om att bebyggelsen kom till på ett ordnat sätt. Nu tillkom stadsplan för området mellan Sofiaparken och Lillån, samt även för det s.k. Längbrogärdet, som låg norr om Lillån. År 1911 tillkom Södra och Norra Lillåstrand. Något år innan hade man byggt Olaus Petriskolan. 1915 byggdes Norra vattentornet för att trygga vattenförsörjningen i de norra stadsdelarna. Redan på 1950-talet hade detta blivit för litet, och därför byggdes 1957–58 det nya vattentornet Svampen på Bergkällebacken, norr om det gamla vattentornet.

## Norr idag
Bebyggelsen är blandad, och består huvudsakligen av bostäder. Längs Storgatan ligger Olaus Petrikyrkan Strax norr därom flyter Lillån som förbinder sjön Lången med Svartån och Hjälmaren. Ytterligare ett stycke norrut ligger Olaus Petriskolan, vars ursprungliga byggnad dock är riven. Vid korsningen Bromsgatan, Hjortstorpsvägen, Skolgatan och Längbrogatan ligger Längbrotorg, som tillsammans med Sofiaparken är de äldsta parkerna på norr. Vid hörnet Rynningegatan och Norra Lillåstrand finns Ulla Billquists park, med minigolfbana. På 1950- och 60-talen skedde en snabb expansion av Norr. Då tillkom bostadsområdena Norrby och Pettersberg öster om Svampen. Till Norr hör även det nedlagda regementet I3. På I3:s område växer idag de nya stadsdelarna Grenadjärstaden och Rynningeåsen fram.

## Industrier på Norr
Först ska nämnas Örebro Kexfabrik som startades 1896 på Norra Sofiagatan med från början 50 anställda. När produktionen ökades, också arbetarantalet till att vara strax över 300 som mest. "Kexen", som man sa i folkmun, intog en säker 2:a plats som företag efter SJ:s Centrala Verkstäder (CV) på Norr. År 1967 uppköptes Örebro Kexfabrik av Göteborgs Kex som efter hand flyttade över tillverkningen till Göteborg, vilket ledde till nedläggning i Örebro den 3 december 1976.
Det 3:e största företaget var AB Lindbergs Strå & Filthattfabrik på Skolgatan som en tid hade över 90 anställda. Det är numera nedlagt sedan länge.
Det största företaget var SJ:s centrala verkstäder. Detta grundades år 1898. Företaget drivs idag som Euromaint Rail. Man specialiserar sig på underhåll av lok. Inga större skofabriker har funnits på norr. Förutom det nämnda Örebro stads arbets- och försörjningsanstalt, senare Norra sjukhemmet, idag Klosterbacken, låg Örebro stads epidemisjukhuset vid Klostergatan 36–38. Det invigdes redan 1903, men används idag för andra ändamål. På fastigheten Karlberg vid Längbrogatan tillverkades kakel och lergods i olika former under åren 1894–1927.